# الحرب العثمانية البولندية (1620–1621)
الحرب العثمانية البولندية أو الحرب العثمانية البولندية الأولى كان نزاع بين الكومنولث البولندي الليتواني والدولة العثمانية من أجل السيطرة على منطقة مولدوفا. وانتهى بتنازل الكومنولث عن مطالبته بموالدافيا.

## روابط خارجية
- Polish Warfare: 1618–1621 War with Turkey